# Tetragnatha yesoensis
Tetragnatha yesoensis är en spindelart som beskrevs av Saito 1934. Tetragnatha yesoensis ingår i släktet sträckkäkspindlar, och familjen käkspindlar. Inga underarter finns listade i Catalogue of Life.